# Todos os Nós
Todos Os Nós é o  álbum de estreia da banda paulista  Cigana, lançado em 12 de abril de 2019 selo carioca Sagitta Records. O álbum conta com 8 músicas que passeiam por uma gama de ritmos como Indie Rock, Rock Alternativo, MPB e o Rock Psicodélico e suas letras trazem temáticas que abordam a multiplicidades das sensações e emoções humanas, refletindo em uma busca pelo autoconhecimento e pelo amadurecimento pessoal. O álbum foi gravado em Limeira entre os anos de 2016 e 2019 e produzido por Cosmo Curiz.
O trabalho foi elogiado pela crítica especializada, tendo figurado em diversas listas de "melhores lançamentos nacionais" do ano de 2019, em sites como Tenho Mais Discos Que Amigos!, Escutaí, Palco MP3, TVS, e Hits Perdidos. A faixa de abertura Lua Em Escorpião também marcou presença na lista de melhores músicas do ano do portal Tenho Mais Discos Que Amigos!.

## Faixas
| Todos Os Nós   |                                          |         |  |
| N.º            | Título                                   | Duração |  |
| 1.             | "Lua Em Escorpião"                       | 3:44    |  |
| 2.             | "Maria Fumaça"                           | 4:25    |  |
| 3.             | "Maldita, pt.2"                          | 4:44    |  |
| 4.             | "Existem Coisas Que Não Dá Pra Explicar" | 5:00    |  |
| 5.             | "Às Vezes Cansa"                         | 4:31    |  |
| 6.             | "Ensaio Nº2"                             | 5:31    |  |
| 7.             | "Vermelho (feat. Diretriz)"              | 4:48    |  |
| 8.             | "Catarina"                               | 5:31    |  |
| Duração total: | Duração total:                           | 38:17   |  |